# Liberal-Socialista Chileno
Liberal-Socialista Chileno fue una coalición electoral chilena de centroderecha conformada por el Partido Liberal (PL), el Partido Socialista Chileno (PSCH) e independientes, para las elecciones presidencial y parlamentarias de 1989. Ocupó la lista E en dichas elecciones.

## Historia
La coalición fue constituida oficialmente ante el Servicio Electoral el 11 de agosto de 1989. Apoyaron al candidato presidencial Francisco Javier Errázuriz Talavera (Ind.) que quedó en el tercer lugar en la elección, con un 15,43% de las preferencias. No obtuvo ningún diputado ni senador.
Su símbolo electoral era una letra E redondeada y cuyo brazo inferior se dirigía en diagonal hacia el extremo superior derecho, formando una flecha al final. Dicho símbolo también fue el utilizado por la candidatura presidencial de Francisco Javier Errázuriz Talavera, ya que coincidentemente la letra inicial del primer apellido del candidato y la letra de la lista electoral eran las mismas.

## Resultados electorales

### Elecciones parlamentarias de 1989

#### Diputados
Resultados de las elecciones de diputados de 1989 a nivel nacional.
| Partido                    | Votos   | Porcentaje | Candidatos | Electos |
| -------------------------- | ------- | ---------- | ---------- | ------- |
| Partido Liberal            | 47 237  | 0,69       | 13         | 0       |
| Partido Socialista Chileno | 10 398  | 0,15       | 1          | 0       |
| Independientes             | 148 503 | 2,18       | 24         | 0       |
| Total                      | 206 138 | 3,03       | 38         | 0       |

#### Senadores
Resultados de las elecciones de senadores de 1989 a nivel nacional.
| Partido                    | Votos   | Porcentaje | Candidatos | Electos |
| -------------------------- | ------- | ---------- | ---------- | ------- |
| Partido Liberal            | 10 129  | 0,15       | 3          | 0       |
| Partido Socialista Chileno | 4254    | 0,06       | 1          | 0       |
| Independientes             | 199 618 | 2,94       | 12         | 0       |
| Total                      | 214 001 | 3,15       | 16         | 0       |